# 포덤 대학교 법학대학원
포덤 대학교 법학대학원(Fordham University School of Law)은 포덤 대학교내 법학전문대학원이다. 1905년 설립 이래 뉴욕 맨해튼에 위치한 사립 법학대학원으로, 2023년 기준 미국 뉴스&월드 리포트 로스쿨 순위에서는 상위 30위권에 위치하고 있다. Legal Writing 분야에서는 14위, 파트타임 J.D. 프로그램에서는 3위에 해당하며, 2022년 기준 LSAT/GPA 점수 상위 25%는 168/3.81, 중간값은 167/3.72, 75%는 164/3.55이다.
ABA (American Bar Association) 보고서에 따르면, 매년 졸업생 절반 이상이 101개 이상의 변호사가 근무하는 대형 로펌에 취업을 하고 있으며, 흔히 탑14이라고 불리는 최상위권 명문 로스쿨과 맞먹는 높은 대형 로펌 취업률을 자랑한다. 뉴욕시 내에서는 매출 기준 상위 100개 로펌인 AmLaw 100 로펌에 뉴욕 대학교 법학대학원(New York University School of Law), 컬럼비아 법학대학원(Columbia Law School) 다음으로 가장 많은 졸업생들을 취업시키며, 미국 전역에서도 상위 100대 로펌으로 배출하는 졸업생 수는 전국 상위 20위권 안에 든다. Weil, Gotshal & Manges LLP, Kirkland and Ellis, Jones Day 등 뉴욕시에 위치한 V100 대형 로펌들로부터 기부를 받으며, 알룸나이(Alumni) 베이스와 네트워크가 매우 강한 것으로 유명하다.

## 출신 인물
- 존 N. 미첼 미국 법무장관 1969-1972
- 전경배 뉴욕주 브루클린 형사법원 판사

## 주요 프로그램
J.D. 프로그램, LL.M. 프로그램, 합병학위 프로그램 및 온라인 학습 옵션을 포함한 다양한 프로그램을 제공한다. 30개 이상의 클리닉과 실습 프로그램을 보유하여 학생들에게 법률 실무에서의 실제 경험과 현장 훈련을 제공하며, 이민법, 창업, 형사 변호, 인권 및 국제 법을 비롯한 다양한 법률 분야를 다룬다. 학교의 학술 프로그램 외에도, 공공 서비스와 프로보노 작업에 대한 전통을 가지고 있다. 학생들이 공익 활동에 참여할 수 있도록 권장하며, 로스쿨의 공익 자원 센터(PIRC)는 학생들이 공공 서비스 직업을 추구할 수 있도록 자원과 지원을 제공한다.

## 주요 간행물
- 포덤 로리뷰

## 관련 문헌
- 미국 로스쿨 유학안내 , A.P.Seoul, 백산출판사, 2000.
- 미국 로스쿨 혼자서 가기(대화로 푸는 로스쿨 진학 안내서), 문봉섭, 서원, 2003.

## 같이 보기
- 미국의 법학전문대학원